# Batalla de Auerstedt
La batalla de Auerstedt opuso al primer ejército prusiano al mando del rey Federico Guillermo III de Prusia y el duque Carlos Guillermo Fernando de Brunswick contra parte del ejército francés dirigido por Louis Nicolas Davout el 14 de octubre de 1806, paralelamente a la batalla de Jena, que se libró en la misma fecha.
El 14 de octubre de 1806, el ejército prusiano, una referencia en Europa durante medio siglo, fue derrotado en dos batallas simultáneas. El Mariscal Davout, al mando del ala derecha del ejército francés, se enfrentó a los prusianos en Auerstedt, mientras que el Emperador Napoleón lo hacía en Jena.
El Emperador condujo la campaña con el objetivo de tomar Berlín. Tras un encuentro en Saalfeld, siguió persiguiendo al ejército prusiano. Pensando que este se encontraba en Weimar, retirándose hacia Leipzig, aceleró la marcha para enfrentarlo en Jena. Sus exploradores le indicaron que alcanzarían a los prusianos durante el día 13 de octubre. Napoleón pensó que tenía frente a él al grueso del ejército prusiano. En la noche del 13 al 14, mandó a Davout para que se adelantara e hiciera frente al flanco derecho del ejército prusiano con el fin de llevarlos a terreno abierto, donde el grueso de la tropa francesa pudieran combatirlos con mayor eficacia.
Davout se enfrenta entonces a lo que era en realidad un fortísimo cuerpo de ejército con más de 60.000 hombres, contra los 26.000 del mariscal francés. Sin embargo, haciendo gala de unos conocimientos tácticos muy superiores, contuvo a las fuerzas bajo el mando del Duque de Brunswick, que murió en esta acción. En la posterior contraofensiva francesa, este ejército prusiano, ahora al mando del mismísimo rey Federico Guillermo, fue derrotado.
Esta derrota, junto a la de la batalla de Jena, significó para Prusia el fin de la guerra, la ocupación del territorio nacional por las tropas francesas, la toma de Berlín y la renuncia a importantes posesiones territoriales según el Tratado de Tilsit.